# 21º Reggimento fanteria "Cremona"
Il 21º Reggimento fanteria "Cremona" è stata un'unità dell'esercito italiano, di stanza come sua ultima sede prima dello scioglimento ad Alessandria.

## Storia
Il 21º Reggimento Fanteria venne costituito il 1º ottobre 1848, su tre battaglioni, con personale del 19º Reggimento Fanteria e del XXII battaglione provvisorio lombardo. Il reggimento viene sciolto nel maggio 1849 dopo la battaglia di Novara. Il 1º novembre 1859 si formò la Brigata "Cremona" con i ricostituiti 22º Reggimento Fanteria e 21º Reggimento Fanteria.

### Nel Risorgimento
Dopo aver preso parte alla prima guerra di indipendenza il reggimento viene sciolto. Il 29 agosto 1859, con Decreto Reale vengono ricostituiti i quattro reggimenti, sciolti nel 1849 (19º, 20º, 21º, 22º) e le unità ordinate in brigata, secondo le tradizioni dell'Esercito piemontese, assunsero i nomi di due città italiane. con il 19° e il 20º che andarono a costituire la Brigata "Brescia" mentre il 21º e 22º reggimento fanteria costituirono la brigata Cremona, in onore della città che il 19 marzo 1849 aveva dimostrato il suo anelito alla libertà insorgendo in armi contro gli austriaci.
La Brigata "Cremona" ufficialmente venne costituita il 1º novembre 1859 con sede in Genova, dove verranno benedette e consegnate ai due reggimenti le bandiere di guerra. Partecipò alla campagna di repressione del brigantaggio postunitario dal 1860 per un decennio e combatté nella terza guerra d'indipendenza nel (1866). Sciolta nel 1871, come tutte le unità permanenti, è ricostituita nel 1881 con gli stessi reggimenti 21º e 22º.

### Nella prima guerra mondiale (1915-1918)
Nella prima parte della prima guerra mondiale, i reggimenti della brigata Cremona, inquadrati nella XVI Divisione, tennero il fronte da Gorizia a Monfalcone. Si distinsero in particolare nella sanguinosa battaglia del Vallone di Jamiano nell'autunno 1916. Nel 1918 la Brigata "Cremona" concorse alla difesa del Montegrappa e del Montello e contribuì al passaggio del Piave nella zona di Pederobba.

### Tra le due guerre mondiali
Dopo aver partecipato alla prima guerra mondiale, con l'attuazione della legge 11 marzo 1926 sull'ordinamento del Regio Esercito, diventa 22º Reggimento fanteria "Cremona", articolato su due battaglioni ed assegnato alla XX Brigata di Fanteria unitamente al 22º Reggimento fanteria "Cremona" e 88º Reggimento fanteria "Friuli".
Nel corso del 1935-36 il reggimento ha preso parte alla campagna d'Etiopia fornendo a corpi e reparti mobilitati 22 ufficiali e 22 soldati.

### Nella seconda guerra mondiale (1939-1945)
Il 24 agosto 1939 viene inquadrato nella ricostituita 44ª Divisione fanteria "Cremona", unitamente al 22º Reggimento Fanteria e al 7º Reggimento Artiglieria per divisione di fanteria, partecipando alla seconda guerra mondiale inizialmente sul fronte delle Alpi occidentali e, successivamente, in Sardegna e Corsica.
Nel corso del conflitto il reggimento era articolato su comando, compagnia comando, tre battaglioni fucilieri, compagnia mortai da 81 e batteria armi di accompagnamento da 65/17.
Superate le vicende armistiziali il reggimento ha preso parte alla guerra di liberazione inquadrato nel Gruppo di combattimento "Cremona", costituitosi ad Altavilla Irpina, agli ordini del Generale Clemente Primieri, con i reggimenti 21° e 22º fanteria e 7º artiglieria, che ha operato nel settore adriatico.

## Dal 1945 allo scioglimento
Dal 15 ottobre 1945 è inquadrato nuovamente nella ricostituita Divisione fanteria "Cremona" e ne segue le vicende del dopoguerra. La sua sede, che era a La Spezia, fu spostata ad Alessandria.

Fregio dell'Arma di Fanteria dell'Esercito Italiano (usato per la Fanteria di Linea)

A seguito della ristrutturazione dell'Esercito Italiano il Reggimento venne soppresso nel 1975, e Bandiera e tradizioni ereditate dal 21º Battaglione fanteria motorizzato "Alfonsine" posto alle dipendenze della Brigata motorizzata "Cremona" costituitasi dalla riorganizzazione della Divisione fanteria "Cremona". Nel giugno del 1991 il battaglione viene riconfigurato in battaglione meccanizzato.
Con il ripristino del livello reggimentale dal 24 gennaio 1993 il battaglione viene posto alle dipendenze del ricostituito 21º Reggimento fanteria "Cremona".
Allo scioglimento della Brigata Meccanizzata "Cremona", il 5 novembre del 1997, il 21º Reggimento fanteria venne inquadrato nella Brigata "Centauro" dipendente dal 1º Comando delle Forze di Difesa.
Il reggimento è stato impiegato in operazioni di soccorso alle popolazioni dell'Irpinia colpite dal terremoto nel 1980 ed alla popolazione alluvionata del Comune di Morano sul Po.
Ha partecipato con una compagnia in Libano e all'Operazione Vespri siciliani.
Con la soppressione della brigata "Centauro", il 21° viene preso in forza dalla Brigata di cavalleria "Pozzuolo del Friuli" e definitivamente sciolto il 13 ottobre 2003.

## Onorificenze
Il 21º Reggimento fanteria "Cremona" è decorato delle seguenti onoroficenze:

### Decorati
- Luigi Giorgi
- Luigi Coralli
- Giovanni Mercati (militare)

## Stemma
Scudo: Inquartato; nel primo d'azzurro alla torre aperta e finestrata di nero, di due palchi merlati, fondata su un monte di tre cime di verde e sostenente un'aquila di nero dal volo spiegato (La Spezia); nel secondo e terzo d'argento alla banda d'azzurro caricata in cuore da una stella del campo; nel quarto di rosso alla croce d'argento (Asti). Sul tutto uno scudetto di nero, al braccio posto in palo, vestito di rosso e d'argento di 6 pezzi, sostenente con la mano di carnagione una sfera d'oro. (Cremona).
Ornamenti esteriori:
lista bifida: d'oro, svolazzante, collocata sotto la punta dello scudo, incurvata con la concavità rivolta verso l'alto, riportante il motto: "FORTITUDO MEA IN BRACHIO".
onorificenza: accollata alla punta dello scudo con l'insegna dell'Ordine Militare d'Italia pendente al centro del nastro con i colori della stessa.
nastri rappresentativi delle ricompense al Valore: due Medaglie d'Argento al Valor Militare sono annodate nella parte centrale non visibile della corona turrita, scendenti svolazzanti in sbarra ed in banda dal punto predetto, passando dietro la parte superiore dello scudo.

## Insegne e Simboli del 21º Reggimento fanteria "Cremona"
- Il Reggimento indossava il fregio della Fanteria (composto da due fucili incrociati sormontati da una bomba con una fiamma dritta). Al centro nel tondino è riportato il numero "21".
- Le mostrine del reggimento erano rettangolari di colore verde con due bande laterali rosse. Alla base della mostrina si trova la stella argentata a 5 punte bordata di nero, simbolo delle forze armate italiane.

## Motto del Reggimento
«Fortitudo mea in brachio», ovvero «la mia forza sta nel braccio»; rammenta la vittoria di Giovanni Baldesio (gonfaloniere maggiore della città di Cremona) contro il rappresentante dell'Impero, a cui ogni anno veniva pagata una palla d'oro del peso di 5 kg.

## Festa del Reggimento
Il reggimento festeggia la battaglia di Flondar avvenuta il 26 maggio del 1917 dove si meritò la Medaglia d'Argento al Valor Militare.

## Persone legate al Reggimento
- Luigi Masini
- Tommaso Salsa
- Emanuele Ferro